# Camarades (série télévisée)
Production
Diffusion
Camarades est une série télévisée française réalisée par Dominique Baumard et Benjamin Charbit.
Cette fiction consacrée au Centre universitaire de Vincennes et à l'après-Mai 68 est une coproduction d'Agat Films et Sunday Afternoon .

## Distribution
- Manon Kneusé :
- Pierre-François Garel :
- Lulja Comar :
- Grégory Gadebois :
- Micha Lescot :
- Vincent Elbaz :

## Production

### Genèse et développement
Cette fiction consacrée au Centre universitaire de Vincennes et à l'après-Mai 68 est une coproduction d'Agat Films et Sunday Afternoon, réalisée avec le soutien de Bretagne Cinéma.
La série est créée par Benjamin Charbit et réalisée par Dominique Baumard et Benjamin Charbit,,.
François Drouot, le directeur de production, explique que l'université expérimentale de Vincennes, fondée juste après 1968, « a été créée par le gouvernement et se voulait libre et totalement autonome. Elle a accueilli pendant dix ans les plus grands intellectuels de l'époque, comme Gilles Deleuze ou Michel Foucault. Cette université a été un foyer insurrectionnel probablement dans cette époque post-mai 68. ».

### Tournage
Le tournage de la série se déroule du 7 juillet au 12 septembre 2025 à Rennes dans le département d'Ille-et-Vilaine en région Bretagne,.
Des scènes, qui nécessitent 30 comédiens et 1 570 figurants, sont tournées sur le campus de Beaulieu à Rennes et dans les amphithéâtres de l'université de Rennes.
En effet l'université de Vincennes n'existe plus car cette faculté, réputée pour être un lieu de diversité et de militantisme, a été déplacée à Saint-Denis puis rasée douze ans plus tard : « Aujourd'hui, il ne reste plus rien de cette université, même pas une pierre » commente le directeur de production François Drouot.
Comme l'université de Vincennes n'existe plus, François Drouot explique pourquoi le tournage a lieu sur le campus de Beaulieu : « Beaulieu a été fondé à la même époque que Vincennes avec la même architecture. C'était aussi une des seules universités en France qui ressemblait étrangement à celle de Vincennes. ». Il ajoute : « Le campus de Beaulieu est un lieu de tournage idéal pour son caractère ancien, on a très peu à faire au niveau du décor, certains bâtiments qui datent des années 1960 sont restés dans leur jus. ».
Selon François Drouot, un gros travail a été fait sur les costumes : « On devait trouver la bonne tonalité, sans que ce soit muséographique ou cliché. On voulait sortir des années 70 où tout est rose. Cette série mêle l'archive à la fiction, donc on se devait d'être justes. ».

### Fiche technique
Sauf indication contraire, les informations mentionnées dans cette section peuvent être confirmées par les bases de données cinématographiques  présentes dans la section « Liens externes ».
- Titre français : Camarades
- Genre : Comédie[2],[1]
- Création : Benjamin Charbit[2],[3]
- Réalisation : Dominique Baumard et Benjamin Charbit[2],[1],[3]
- Scénario : Benjamin Charbit
- Production :
- Sociétés de production : Agat Films et Sunday Afternoon
- Société de distribution : Arte
- Pays de production :  France
- Langue originale : français
- Format : couleur
- Nombre de saisons : 1
- Nombre d'épisodes[2],[5],[4] : 8
- Durée : 35 minutes[2]
- Dates de première diffusion :